# Mesoleptus incompletus
Mesoleptus incompletus är en stekelart som först beskrevs av Léon Abel Provancher 1886.  Mesoleptus incompletus ingår i släktet Mesoleptus och familjen brokparasitsteklar. Inga underarter finns listade i Catalogue of Life.